# Marina Bay (metrostation)
Marina Bay (NS27/CE2/TE20) is een metrostation van de metro van Singapore van de North South Line en de Circle Line. Het station bedient de toeristische wijk Marina Bay, pal in het stadscentrum in het uiterste zuiden van de stadstaat Singapore.
Het opende als het zuidelijke eindpunt van de North South Line, werd met de bouw van de Circle Line Extension in 2012 het zuidelijke eindpunt van beide lijnen. In 2014 werd de North South Line Extension geopend, waarmee het station niet meer de terminus van deze lijn was.
De zesde metrolijn van Singapore in aanleg, de Thomson-East Coast Line, zal dit station ook aandoen, met een vermoedelijke opleverdatum van de werken van 2021.
De Land Transport Authority van Singapore kondigde op 17 januari 2013 het project "Becoming a Full Circle" aan voor de Circle Line.  Gezien het om de zesde uitbreiding of fase van de lijn gaat, wordt het ook met CCL6 benoemd. Tegen 2025 poogt men de Circle Line tot een volledige cirkelvormige lus uit te breiden door de toevoeging in het zuiden van een traject nieuwe metrosporen met een lengte van 4 km waarmee de voorlopige terminussen HarbourFront en Marina Bay verbonden worden. In 2025 zal Marina Bay ook niet meer het eindpunt zijn van de Circle Line (Extension).